# Markarfljót

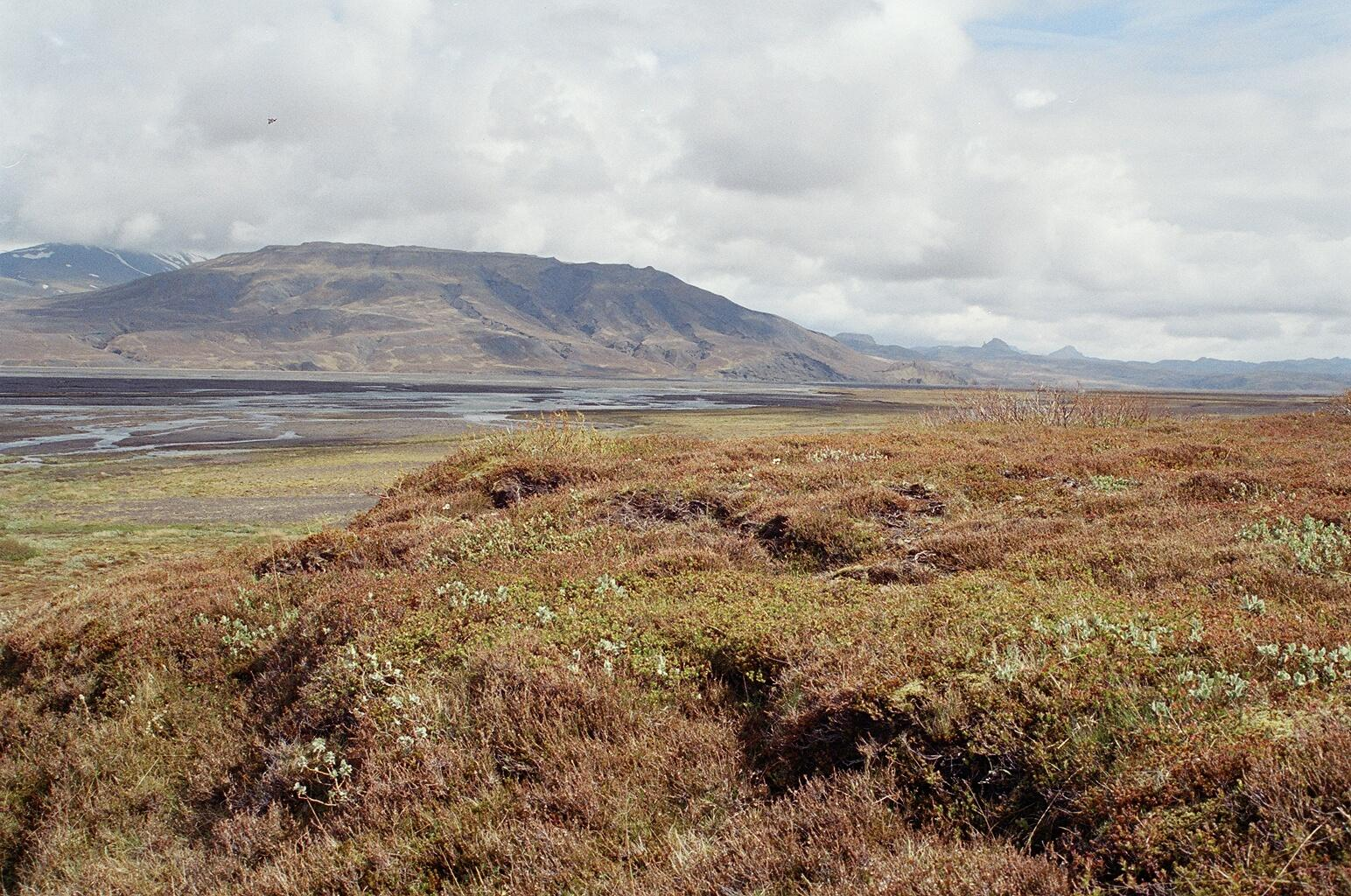
De Markarfljót nabij Þórsmörk.

De Markarfljót is een rivier in het zuiden van IJsland. Het water van de Markarfljót is hoofdzakelijk van de Mýrdalsjökull en Eyjafjallajökull afkomstig.
De Markarfljót is al vrij groot op het ogenblik dat hij uit de gletsjers komt en stroomt langs het bekende wandelgebied Þórsmörk. De rivier is daar ook naar genoemd (de betekenis is de rivier uit Mörk). Vervolgens stroomt hij met vele zijarmen richting zee, en in het verleden heeft de rivier zijn loop al vele malen gewijzigd. Ook het aantal zijarmen kan zich in de loop van de tijd fors wijzigen, en met kunstmatige werken probeert men het verloop van de rivier te sturen. Een van de zijrivieren die in de Markarfljót uitmondt is de Krossá, die bekend en berucht is voor zijn onbetrouwbaarheid. De Markarfljót is ongeveer 100 kilometer lang.